# Muzeum Ikon Onufrego
Muzeum Ikon Onufrego (alb. Muzeu Ikonografik Onufri) – największe albańskie muzeum poświęcone największemu albańskiemu twórcy ikon Onufremu, utworzone 27 lutego 1986 w Beracie.
Muzeum zostało założone wewnątrz katedry Zaśnięcia Najświętszej Marii Panny na terenie zamku w Beracie.
Kolekcja muzeum składa się ze 173 wybranych eksponatów z cerkwi i klasztorów z Albanii. 106 z nich to ikony, a 67 to obiekty sztuki sakralnej.
Muzeum posiada zbiory z okresu średniowiecza, głównie związane z bizantyjską i post-bizantyjską sztuką chrześcijańską. Należą do nich zbiory ikon. W zbiorach muzeum znajdują się dzieła najważniejszych albańskich twórców ikon, m.in. takich jak: Onufry, Nikolla, Dawid Selenica, Kostandin Shpataraku, Gjon Çetiri, Naum Çetiri, Gjergj Çetiri, Nikolla Çetiri, czy Ndin Çetiri.

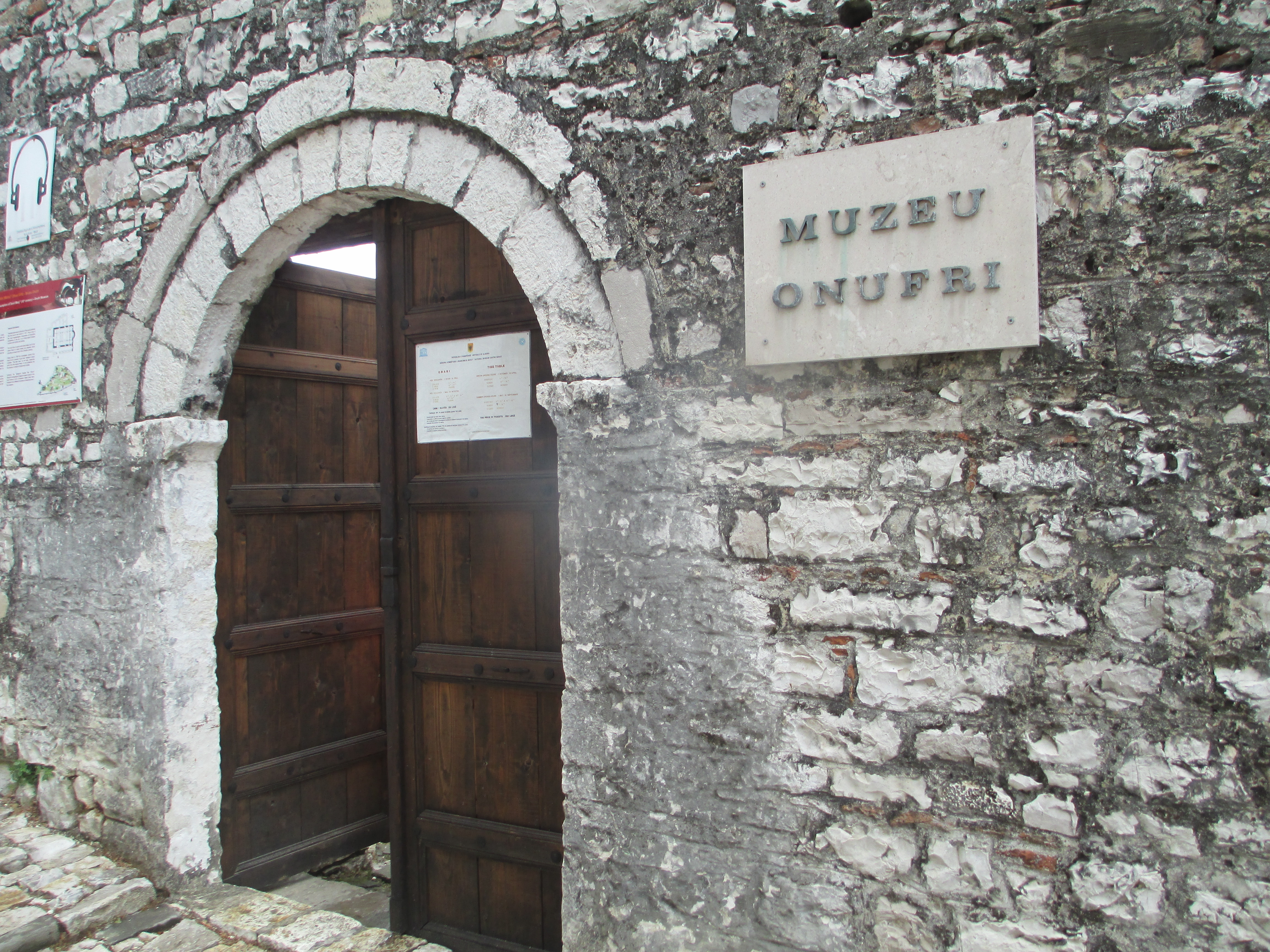
Wejście do muzeum

Jednym z najcenniejszych obiektów sztuki sakralnej prezentowanych w muzeum jest ikonostas z 1806 roku będący oryginalnym ikonostasem katedry Zaśnięcia Najświętszej Marii Panny. Ikonostat wypełnia wszystkie trzy nawy świątyni. Zawiera dwa rzędy ikon. 12 dużych i 27 małych, trzy wrota diakońskie, północne i południowe. Na jego koronie umieszczono rzeźbę orła z rozpostartymi skrzydłami - symbol Albanii. Za twórców prac snycerskich w części głównej uważa się dwóch mistrzów Andoniego i Stefaniego. Twórcami 27 małych ikon oraz 7 dużych są pisarze z rodziny Çetiri pod kierownictwem mistrza Gjona Çetiri.